# Mont Strickland
El Mont Strickland és una muntanya que forma part de les muntanyes Saint Elias, al territori del Yukon, Canadà. S'alça fins als 4.260 msnm i no va ser escalat per primera vegada fins al 1959.